# Hartford
Hartford er en amerikansk by og hovedstad i delstaten Connecticut. Byen ligger ved floden Connecticut River. Byen har 121.054(2020) indbyggere, og Hartford er dermed Connecticuts næststørste by kun overgået af Bridgeport.
Skuespillerinden Katharine Hepburn blev født i Hartford.